# گل یاقوتی
گل یاقوتی(نام علمی: Browallia speciosa) نام یک گونه از تیره بادنجانیان است.